# Abadia de Santo Andoche, Autun

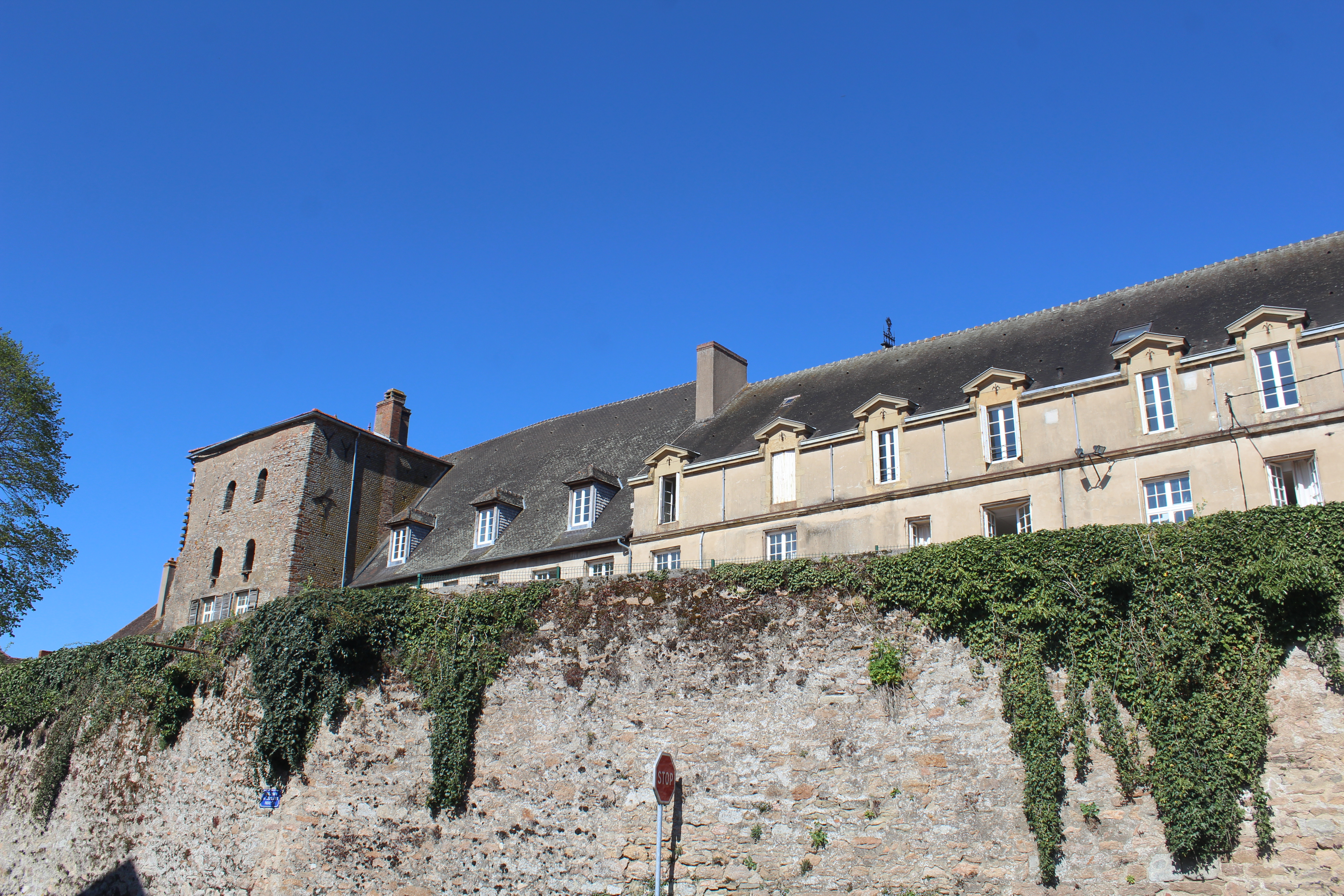
Abadia de Santo Andoche

A Abadia de St. Andoche ( em francês:  Abbaye Saint-Andoche d'Autun, também Abbaye royale Sainte-Marie e Saint-Andoche d'Autun ) em Autun, Saône-et-Loire, França, é um antigo convento beneditino fundado em 592 pela Rainha Brunhilda no local de um templo romano de Diana . Os edifícios sobreviveram em grande parte à Revolução Francesa .